# Ripley, Mississippi
Ripley är administrativ huvudort i Tippah County i Mississippi. Orten har fått sitt namn efter militären och politikern Eleazer Wheelock Ripley. Enligt 2010 års folkräkning hade Ripley 5 395 invånare.